# Davor Ivo Stier
Davor Ivo Stier (Buenos Aires, 1972. január 6.) horvát politikus és diplomata a Horvát Demokratikus Közösség tagja. 2011–2013-ban horvát parlamenti, 2013–2016-ban európai parlamenti képviselő volt, 2016–2017-ben Horvátország 13. külügyminisztere és európai ügyek minisztere volt.

## Élete és pályafutása
Stier Buenos Airesben, Argentínában, egy szamobori származású horvát emigráns családban született. Apai nagyapja, Ivan Stier usztasa ezredes, Vjekoslav Luburićnak az usztasa koncentrációs táborok főnökének az asszisztense volt, aki a második világháború után Dél-Amerikába szökött. Anyai nagyapja, Milorad Lukač a Horvát Parasztpárt egyik vezető emigráns politikusa volt. Stier apja orvos, anyja Marija Lukač egyetemi tanár volt. Ő maga 
Buenos Airesnek a középosztály által lakott Flores kerületében nőtt fel.
Stier 1990-ben, 18 évesen a Horvát Örökség Alapítvány programja keretében, másodszor pedig három héttel Vukovár eleste előtt az argentin El Cronista és a Radio America újságírójaként érkezett először Horvátországba. 1992 februárjában tért vissza Argentínába, ahol az Argentínai Pápai Katolikus Egyetemen politológiából és nemzetközi kapcsolatokból, majd újságírásból szerzett diplomát.
Stier a Külügyminisztérium meghívására 1996-ban tért vissza Horvátországba, majd a washingtoni és a brüsszeli horvát nagykövetségen dolgozott, 2009-ben pedig már Ivo Sanader miniszterelnök külpolitikai tanácsadója volt. A 2011-es parlamenti választásokon a horvát parlament képviselőjévé választották. Tagja lett a Parlamentközi Együttműködési Bizottságnak és az Európai Integrációs Bizottságnak, valamint a Külpolitikai Bizottság alelnökévé nevezték ki. A NATO Parlamenti Közgyűlésén a horvát parlament, a Horvát Köztársaság parlamenti vegyes bizottságában pedig a horvát parlamenti küldöttség tagjává is jelölték.
Stier Jadranka Kosor egyik legközelebbi munkatársa, tanácsadója és euroatlanti együttműködési delegáltja volt. A szlovén-horvát diplomáciai lefagyás idején Stier volt a fő résztvevője a kulisszák mögötti diplomáciai erőfeszítéseknek, valamint közvetítő volt Kosor és Borut Pahor szlovén miniszterelnök között. A HDZ 2012. májusi vezetőválasztásán Stier Tomislav Karamarkót támogatta, de később 2013 februárjában ellenezte a Jadranka Kosor elleni fegyelmi eljárást, miután a párt úgy döntött, hogy őt is felelősségre vonja a médiában való megjelenése miatt.
2012 szeptemberében Stier arra kérte a horvát kormányt, hogy álljon el a Horvátország és Bosznia-Hercegovina közötti államhatárvita ratifikálásától, arra hivatkozva, hogy ezzel Horvátország elfogadta volna azt a zsarolást, mely az európai uniós tagságot határkérdésekkel kötötte volna össze. Bosznia-Hercegovina közlekedési miniszterét, Damir Hadžićot a horvát kormány zsarolással vádolta meg azzal, hogy Bosznia-Hercegovina nem engedélyezi a Peljesac-híd építését, hacsak Horvátország nem ratifikálja a határmegállapodást.  2013 áprilisában Stier kijelentette, hogy Bosznia-Hercegovina Európai Unióba való belépésének előfeltétele a horvát intézmények egyenlősége Bosznia-Hercegovinában.
Két hónappal később, júniusban Stier kijelentette, hogy Horvátországnak határozottan fel kell vennie a bosznia-hercegovinai horvát választókerületek kérdését nemcsak papíron, hanem a gyakorlatban is. Úgy vélte, hogy a Bosznia-Hercegovinai Föderáció „de facto bosnyák entitás”, és kijelentette, hogy Bosznia-Hercegovinát a belga minta szerint kellene megreformálni. Közölte azt is, hogy Horvátország felhasználja Horvátország európai uniós csatlakozását a bosznia-hercegovinai horvát kérdés megoldására.
Horvátország EU-csatlakozását követően, 2013 áprilisában Horvátországban az első európai parlamenti választáson Stier az Európai Parlament egyik első horvát képviselője lett Horvátországból. Az Európai Parlament külügyi bizottságának 2013. júliusi ülésén Stier azt kérte, hogy az Európai Unió határozottabban támogassa a bosznia-hercegovinai horvát népnek a többi országot alkotó népekkel való egyenlőséghez való jogát, és ezzel tegye nemzetközivé a „horvát kérdést” Bosznia-Hercegovinában. Ugyanebben a hónapban a Večernji listnek adott interjújában Stier kijelentette, hogy a bosznia-hercegovinai horvátok nélkülözhetetlenek és döntő tényezői Bosznia-Hercegovina európaiasodásának, miközben az Európai Unió szerepe Bosznia-Hercegovinában kulcsfontosságú, és hogy üdvözlendő az Oroszországgal és Törökországgal folytatott együttműködés.
A 2014. májusi horvátországi második európai parlamenti választáson Stier ismét mandátumot szerzett a HDZ HSS, HSP AS, BUZ, ZDS és HDS alkotta koalíció listáján.
2015-ben Stier kiadta „Nova hrvatska paradigma: ogled o društvenoj integraciji i razvoju” (Egy új horvát paradigma: esszé a társadalmi integrációról és fejlődésről) című könyvét. 2016. október 19-től 2017. június 19-i lemondásáig Horvátország miniszterelnök-helyettese, valamint Andrej Plenković kabinetjének 13. külügy- és európai ügyi minisztere volt. A HDZ-Most koalíció és az új koalíció a liberális HNS párttal összeomlása után távozott a kabinetből. Nős, felesége és három gyermeke van.

## Fordítás
Ez a szócikk részben vagy egészben  a   Davor Ivo Stier című angol Wikipédia-szócikk ezen változatának fordításán alapul.  Az eredeti cikk szerkesztőit annak laptörténete sorolja fel. Ez a jelzés csupán a megfogalmazás eredetét és a szerzői jogokat jelzi, nem szolgál a cikkben szereplő információk forrásmegjelöléseként.